# Козель (Німеччина)
Козель (нім. Kosel) — громада в Німеччині, розташована в землі Шлезвіг-Гольштейн. Входить до складу району Рендсбург-Екернферде. Складова частина об'єднання громад Шляй-Остзее.
Площа — 30 км2. Населення становить 1422 ос. (станом на 31 грудня 2020).

## Галерея

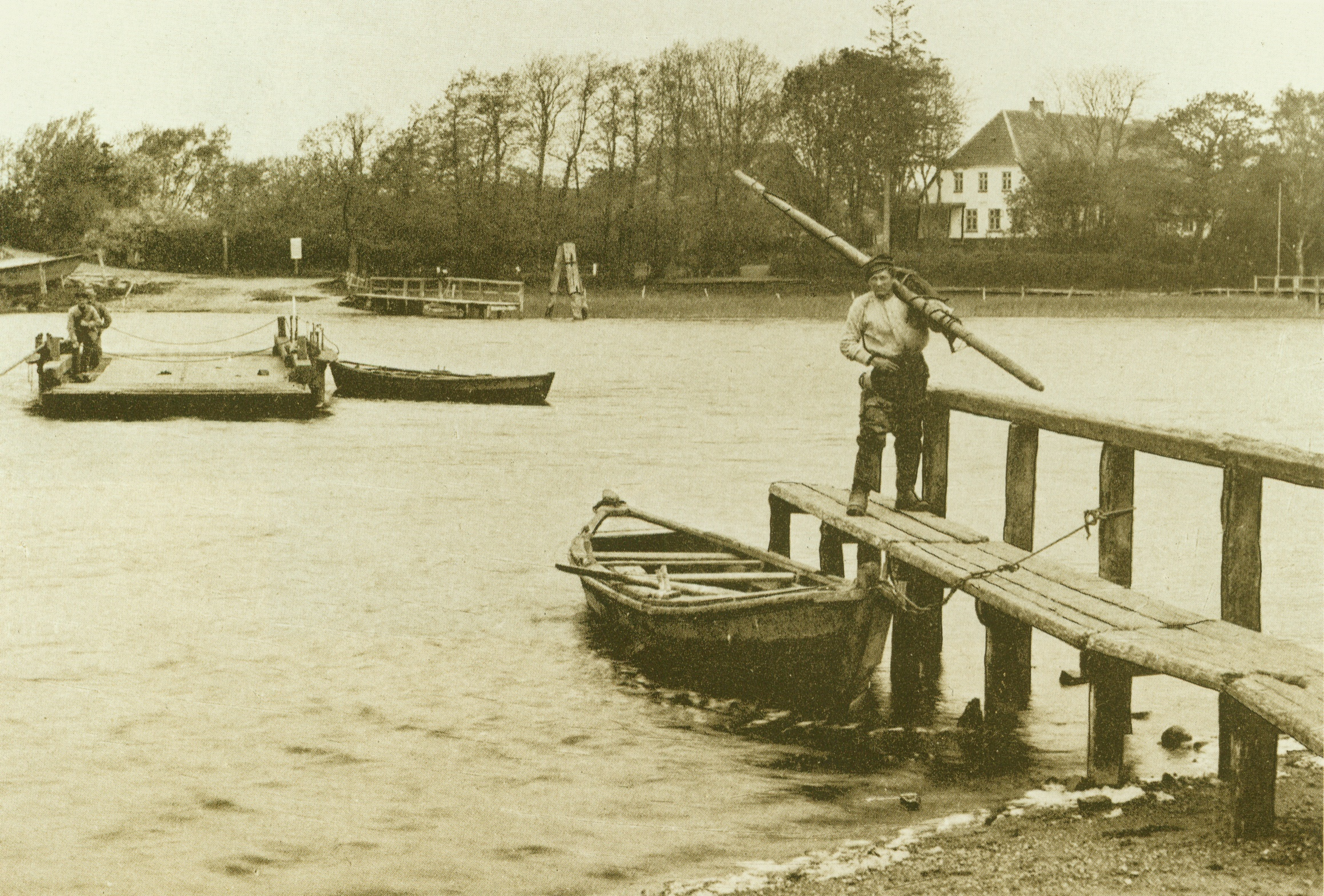
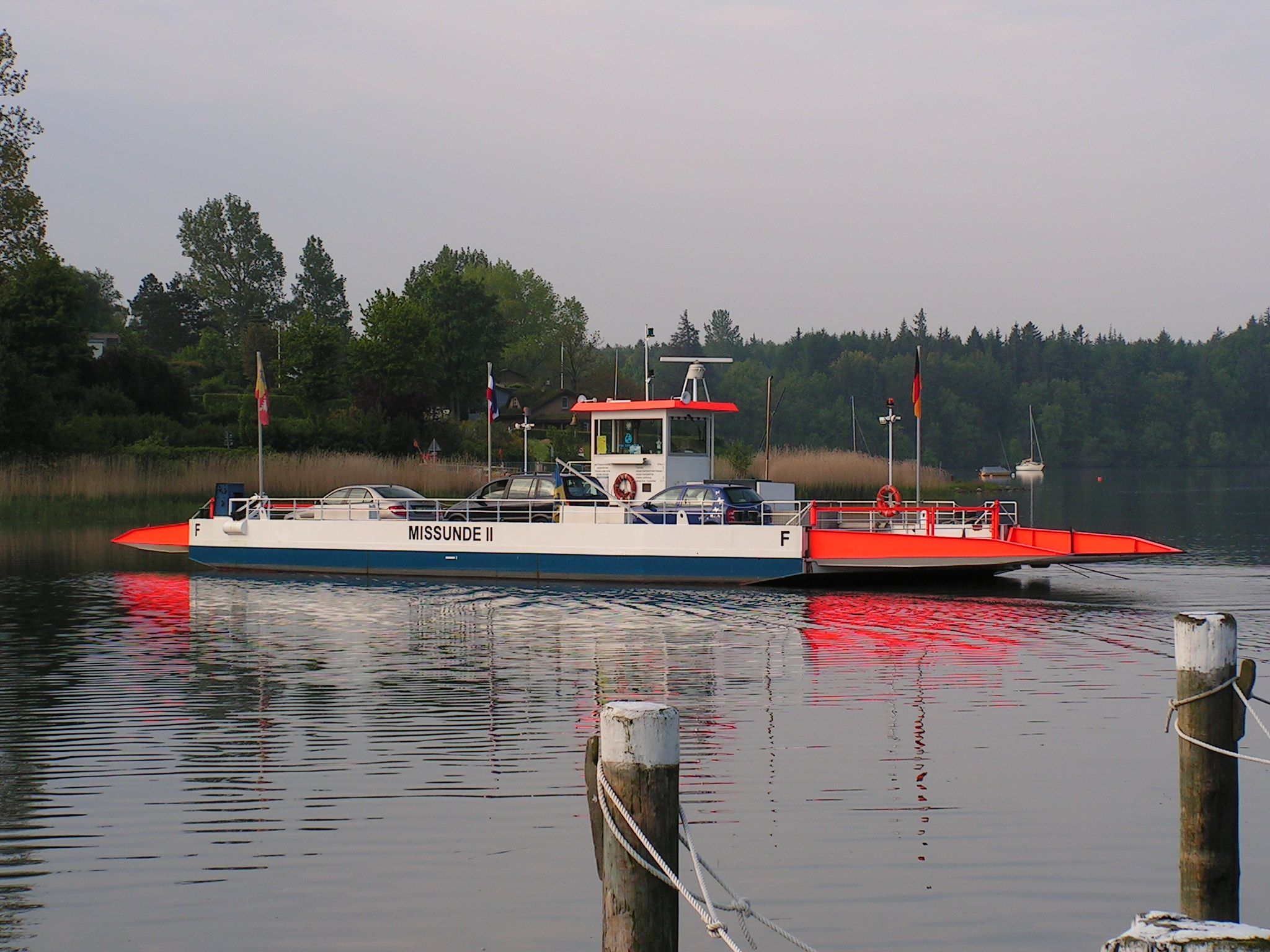
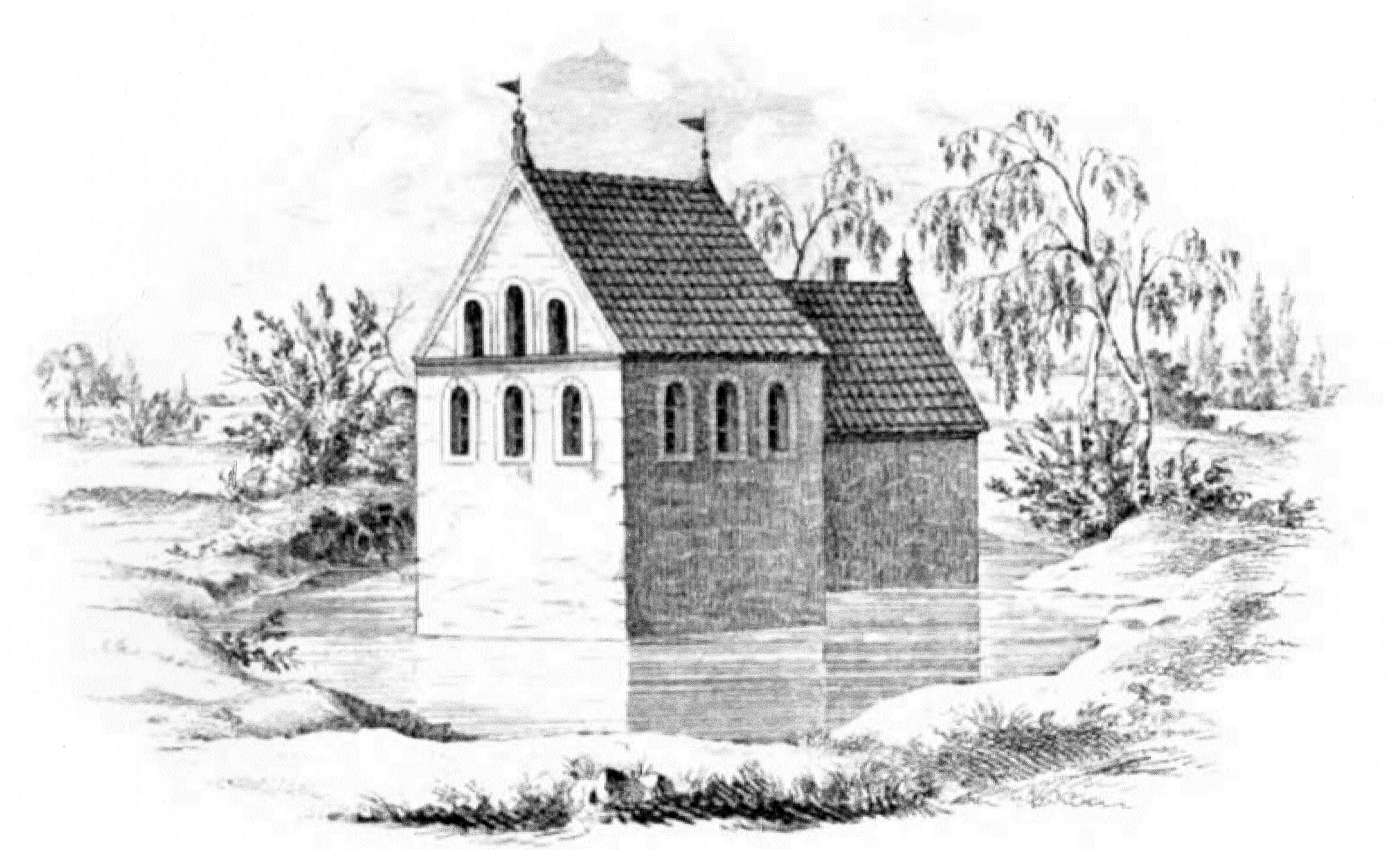